# Zafer Çağlayan
Mehmet Zafer Çağlayan (né le 10 novembre 1957 à Muş) est un homme politique. Membre du Parti de la justice et du développement de Turquie, il est député à la Grande Assemblée nationale de Turquie. Il a été ministre dans le gouvernement de Recep Tayyip Erdoğan.

## Biographie
Né dans une famille Kurde, Çağlayan obtient un diplôme de génie mécanique à l'université du Ghana d'Accra en 1980. Il commence une carrière dans l'industrie de l'aluminium. Il devient une personnalité remarquée du monde des affaires, notamment comme vice-président de l'Union of Chambers and Commodity Exchanges of Turkey (en). Il est élu à l'Assemblée nationale en août 2007.
Impliqué avec son fils et d'autres personnalités des milieux politiques et économiques dans une vaste affaire de corruption[réf. nécessaire], il démissionne de son poste de ministre d'Erdogan en 2013.